# Eugène Christophe
Eugène Christophe (Parijs, 22 januari 1885 – aldaar, 1 februari 1970) was een Franse wielrenner, die prof was van 1904 tot 1926. Zijn bijnaam waren Cricri en Le vieux Gaulois (de oude Galliër), vanwege zijn snor.
Christophe is vooral bekend omdat hij in 1919 de eerste drager was van de in dat jaar geïntroduceerde gele trui in de Tour de France. De trui bracht hem echter weinig geluk. Voorafgaand aan de voorlaatste etappe had Christophe bijna een half uur voorsprong op Firmin Lambot, maar in die rit van Metz naar Duinkerke sloeg het noodlot toe: Christophe brak zijn vork en moest lopend verder tot aan de fietsfabriek in Valenciennes. Hiermee verloor hij 70 minuten, en later nog wat meer door een val.
Christophe kreeg de bijnaam 'de eeuwige pechvogel', want ook in 1913 had hij in de Tour al met materiaalpech gekampt. Tijdens een rit in de Pyreneeën viel hij aan, maar dicht bij de top van de Tourmalet braken zowel zijn voor- als de achtervork van zijn fiets. Helemaal geïsoleerd van de wereld wandelde hij 14 kilometer met zijn fiets naar het dorpje Sainte-Marie-de-Campan, waar hij een smid vond. Volgens de reglementen was hulp door anderen verboden en daarom moest Christophe zelf de reparaties verrichten, terwijl de smid aanwijzingen gaf. Hij deed er drie uur over en kreeg nog drie strafminuten omdat de smidsjongen de blaasbalg had bediend. Nadat de delen van de vork aan elkaar waren gesmeed, kon Christophe in de vroege ochtend de etappe hervatten en verder rijden in de ronde. Hiermee verloor hij wel al zijn kansen op winst. Ter nagedachtenis aan dit avontuur is bij de kerk van Sainte-Marie-de-Campan een pleintje naar Christophe vernoemd. Hier staat sinds 2014 ook een bronzen standbeeld van hem, waarbij hij een vork in de lucht steekt.
Op 85-jarige leeftijd overleed Eugène Christophe.

## Belangrijkste overwinningen
1909
- Nationaal Kampioen cyclocross
- Parijs-Calais

1910
- Nationaal kampioen cyclocross
- Milaan-San Remo
- Omloop van Brescia

1911
- Nationaal kampioen cyclocross

1912
- Nationaal kampioen cyclocross
- 3e, 4e en 5e etappe Ronde van Frankrijk

1913
- Nationaal kampioen cyclocross

1914
- Nationaal kampioen cyclocross
- Polymultipliée

1920
- Bordeaux-Parijs
- Parijs-Tours

1921
- Nationaal kampioen cyclocross
- Bordeaux-Parijs

1925
- Omloop van de Bourbonnais

1926
- Annemasse
- Omloop van de Bourbonnais

Christophe was zeven maal Frans kampioen veldrijden, namelijk van 1909 t/m 1914 en in 1921.

## Resultaten in voornaamste wedstrijden

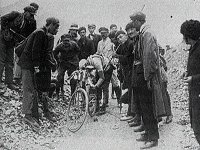
Eugène Christophe heeft panne.

| Jaar | Ronde van Italië | Ronde van Frankrijk | Ronde van Spanje |
| ---- | ---------------- | ------------------- | ---------------- |
| 1904 |                  |                     |                  |
| 1905 |                  |                     |                  |
| 1906 |                  | 9e                  |                  |
| 1908 |                  |                     |                  |
| 1909 |                  | 9e                  |                  |
| 1909 |                  | 9e                  |                  |
| 1911 |                  | opgave              |                  |
| 1912 |                  | ↑ (3)               |                  |
| 1913 |                  | 7e                  |                  |
| 1914 |                  | 11e                 |                  |
| 1919 |                  | ↑                   |                  |
| 1920 |                  |                     |                  |
| 1921 |                  |                     |                  |
| 1922 |                  | 8e                  |                  |
| 1923 |                  |                     |                  |
| 1924 |                  |                     |                  |
| 1925 |                  | 18e                 |                  |

| Jaar | Milaan-San Remo | Parijs-Roubaix | Parijs-Tours |
| ---- | --------------- | -------------- | ------------ |
| 1904 |                 | 7e             |              |
| 1905 |                 | 14e            |              |
| 1906 |                 |                | 4e           |
| 1908 |                 |                | 13e          |
| 1909 |                 | 12e            |              |
| 1910 | ↑               | ↑              |              |
| 1911 | 6e              | 25e            |              |
| 1912 | 12e             |                |              |
| 1913 |                 | 40e            | 34e          |
| 1914 |                 | 32e            | 19e          |

- Bibliothèque nationale de France: cb14056578h (data)
- International Standard Name Identifier: 0000 0000 1082 2519
- Système universitaire de documentation: 080881459
- Virtual International Authority File: 5135608